# Lliga cèltica de rugbi 2017-2018
La Lliga cèltica de rugbi 2017-2018 és la temporada 2017-2018 de la Lliga cèltica de rugbi on el vigent campió són els Scarlets que defensa el títol aconseguit l'any passat, s'inicià el 2 de setembre del 2017. S'acabà el 26 de maig del 2018 sobre la victòria del Leinster Rugby enfront dels Scarlets per 40 a 32.

## Fase preliminar
| Clubs                  | BRT     | CB      | TC              | CR      | ER      | GW              | SK      | S       | LR      | MR      | NGD     | O       | UR      | Z               |
| ---------------------- | ------- | ------- | --------------- | ------- | ------- | --------------- | ------- | ------- | ------- | ------- | ------- | ------- | ------- | --------------- |
| Benetton Rugby Treviso |         |         | 27 – 21         | 19 – 22 | 13 – 24 |                 | 31 – 3  | 22 – 12 | 10 – 36 |         | 29 – 27 | 16 – 6  | 14 – 21 | 27 – 14/17 – 22 |
| Cardiff Blues          | 31 – 25 |         | 25 – 20         | 36 – 30 | 10 – 20 | 19 – 20         |         | 11 – 14 |         | 25 – 18 | 43 – 29 | 23 – 26 | 35 – 17 | 37 – 8          |
| Toyota Cheetahs        |         | 29 – 27 |                 | 26 – 25 | 33 – 13 | 26 – 29         | 45 – 24 | 28 – 21 | 38 – 19 | 17 – 19 |         | 44 – 25 |         | 54 – 39         |
| Connacht Rugby         |         | 15 – 17 | 23 – 15         |         | 22 – 29 | 12 – 18         | 32 – 10 |         | 47 – 10 | 20 – 16 |         | 26 – 15 | 44 – 16 | 11 – 19         |
| Edinburgh Rugby        | 17 – 20 |         |                 |         |         | 18 – 17/24 – 19 | 37 – 7  | 52 – 14 | 29 – 24 | 12 – 6  | 35 – 18 | 37 – 10 | 20 – 32 | 16 – 15         |
| Glasgow Warriors       | 37 – 21 | 40 – 16 | 37 – 23         | 35 – 22 | 17 – 0  |                 | 43 – 13 |         | 31 – 21 | 37 – 10 |         | 31 – 10 |         | 68 – 7          |
| Southern Kings         | 35 – 36 | 12 – 45 | 21 – 45/20 – 29 |         | 21 – 48 |                 |         | 30 – 34 | 10 – 31 | 22 – 39 | 45 – 13 |         | 36 – 43 | 17 – 43         |
| Scarlets               | 20 – 8  | 30 – 17 |                 | 36 – 27 | 28 – 8  | 26 – 8          | 57 – 10 |         | 10 – 10 |         | 47 – 13 | 12 – 9  | 34 – 10 |                 |
| Leinster Rugby         | 15 – 17 | 37 – 9  |                 | 21 – 18 | 21 – 13 |                 | 64 – 7  | 20 – 13 |         | 23 – 17 | 54 – 10 |         | 38 – 7  | 41 – 6          |
| Munster Rugby          | 34 – 3  | 39 – 16 | 51 – 18         | 39 – 13 |         | 21 – 10         |         | 19 – 7  | 24 – 34 |         | 49 – 6  | 36 – 10 | 24 – 24 | 33 – 5          |
| Newport Gwent Dragons  | 15 – 18 | 17 – 22 | 17 – 29         | 21 – 8  | 12 – 25 | 15 – 15         | 29 – 13 | 8 – 33  | 16 – 39 |         |         | 9 – 22  | 32 – 32 |                 |
| Ospreys Rugby          |         | 29 – 28 | 27 – 26         | 39 – 10 |         | 6 – 47          | 26 – 12 | 18 – 19 | 32 – 18 | 16 – 21 | 28 – 14 |         |         | 22 – 13         |
| Ulster Rugby           | 23 – 22 |         | 42 – 19         | 16 – 8  | 16 – 17 | 36 – 15         | 59 – 10 | 27 – 20 | 10 – 25 | 24 – 17 | 52 – 25 | 8 – 0   |         |                 |
| Zebre                  | 16 – 20 | 7 – 10  | 23 – 24         | 24 – 10 |         | 20 – 40         |         | 10 – 41 |         | 19 – 36 | 34 – 32 | 37 – 14 | 29 – 23 |                 |

## Classificació
| Classificació general de la Lliga cèltica | Classificació general de la Lliga cèltica | Classificació general de la Lliga cèltica | Classificació general de la Lliga cèltica | Classificació general de la Lliga cèltica | Classificació general de la Lliga cèltica | Classificació general de la Lliga cèltica | Classificació general de la Lliga cèltica | Classificació general de la Lliga cèltica | Classificació general de la Lliga cèltica | Classificació general de la Lliga cèltica | Classificació general de la Lliga cèltica | Classificació general de la Lliga cèltica | Classificació general de la Lliga cèltica | Classificació general de la Lliga cèltica |
| Conferència A                             | Conferència A                             | Conferència A                             | Conferència A                             | Conferència A                             | Conferència A                             | Conferència A                             | Conferència A                             | Conferència A                             | Conferència A                             | Conferència A                             | Conferència A                             | Conferència A                             | Conferència A                             | Conferència A                             |
| Class.                                    | Clubs                                     | Pts                                       | J                                         | G                                         | E                                         | P                                         | B0                                        | BD                                        | pf                                        | pc                                        | p±                                        | af                                        | ac                                        | a±                                        |
| ----------------------------------------- | ----------------------------------------- | ----------------------------------------- | ----------------------------------------- | ----------------------------------------- | ----------------------------------------- | ----------------------------------------- | ----------------------------------------- | ----------------------------------------- | ----------------------------------------- | ----------------------------------------- | ----------------------------------------- | ----------------------------------------- | ----------------------------------------- | ----------------------------------------- |
| 1.                                        | Glasgow Warriors                          | 76                                        | 21                                        | 15                                        | 1                                         | 5                                         | 12                                        | 2                                         | 614                                       | 366                                       | 248                                       | 81                                        | 38                                        | 43                                        |
| 2.                                        | Munster Rugby                             | 69                                        | 21                                        | 13                                        | 1                                         | 7                                         | 10                                        | 5                                         | 568                                       | 361                                       | 207                                       | 78                                        | 42                                        | 36                                        |
| 3.                                        | Toyota Cheetahs                           | 63                                        | 21                                        | 12                                        | 0                                         | 9                                         | 10                                        | 5                                         | 609                                       | 554                                       | 55                                        | 75                                        | 68                                        | 7                                         |
| 4.                                        | Cardiff Blues                             | 54                                        | 21                                        | 11                                        | 0                                         | 10                                        | 5                                         | 5                                         | 502                                       | 482                                       | 20                                        | 56                                        | 59                                        | -3                                        |
| 5.                                        | Ospreys Rugby                             | 44                                        | 21                                        | 9                                         | 0                                         | 12                                        | 5                                         | 3                                         | 390                                       | 487                                       | -97                                       | 44                                        | 60                                        | -16                                       |
| 6.                                        | Connacht Rugby                            | 39                                        | 21                                        | 7                                         | 0                                         | 14                                        | 5                                         | 6                                         | 445                                       | 477                                       | -32                                       | 53                                        | 54                                        | -1                                        |
| 7.                                        | Zebre                                     | 36                                        | 21                                        | 7                                         | 0                                         | 14                                        | 4                                         | 4                                         | 408                                       | 593                                       | -185                                      | 50                                        | 78                                        | -28                                       |
| Conferència B                             |                                           |                                           |                                           |                                           |                                           |                                           |                                           |                                           |                                           |                                           |                                           |                                           |                                           |                                           |
| Class.                                    | Clubs                                     | Pts                                       | J                                         | G                                         | E                                         | P                                         | B0                                        | BD                                        | pf                                        | pc                                        | p±                                        | af                                        | ac                                        | a±                                        |
| 1.                                        | Leinster Rugby                            | 70                                        | 21                                        | 14                                        | 1                                         | 6                                         | 10                                        | 2                                         | 601                                       | 374                                       | 227                                       | 83                                        | 46                                        | 37                                        |
| 2.                                        | Scarlets                                  | 70                                        | 21                                        | 14                                        | 1                                         | 6                                         | 9                                         | 3                                         | 528                                       | 365                                       | 163                                       | 69                                        | 43                                        | 26                                        |
| 3.                                        | Edinburgh Rugby                           | 68                                        | 21                                        | 15                                        | 0                                         | 6                                         | 7                                         | 1                                         | 494                                       | 375                                       | 119                                       | 62                                        | 44                                        | 18                                        |
| 4.                                        | Ulster Rugby                              | 62                                        | 21                                        | 12                                        | 2                                         | 7                                         | 8                                         | 2                                         | 538                                       | 482                                       | 56                                        | 68                                        | 61                                        | 7                                         |
| 5.                                        | Benetton Rugby Treviso                    | 55                                        | 21                                        | 11                                        | 0                                         | 10                                        | 6                                         | 5                                         | 415                                       | 451                                       | -36                                       | 51                                        | 55                                        | -4                                        |
| 6.                                        | Newport Gwent Dragons                     | 20                                        | 21                                        | 2                                         | 2                                         | 17                                        | 4                                         | 4                                         | 378                                       | 672                                       | -294                                      | 43                                        | 94                                        | -51                                       |
| 7.                                        | Southern Kings                            | 11                                        | 21                                        | 1                                         | 0                                         | 20                                        | 4                                         | 3                                         | 378                                       | 829                                       | -451                                      | 48                                        | 119                                       | -71                                       |

## Lliguetes prèvies a la Copa d'Europa ERCC1
| Final        | Final   | Final         |
| ------------ | ------- | ------------- |
| Ulster Rugby | 35 – 17 | Ospreys Rugby |

## Fase final
| Lliguetes prèvies a semifinals | Lliguetes prèvies a semifinals | Lliguetes prèvies a semifinals |
| ------------------------------ | ------------------------------ | ------------------------------ |
| Munster Rugby                  | 20 – 16                        | Edinburgh Rugby                |
| Scarlets                       | 43 – 8                         | Toyota Cheetahs                |

| Semifinals       | Semifinals | Semifinals    |
| ---------------- | ---------- | ------------- |
| Glasgow Warriors | 13 – 28    | Scarlets      |
| Leinster Rugby   | 16 – 15    | Munster Rugby |

| Final          | Final   | Final    |
| -------------- | ------- | -------- |
| Leinster Rugby | 40 – 32 | Scarlets |

| Campió         |
| -------------- |
| Leinster Rugby |